# Cuore d'acciaio (album)
Cuore d'acciaio è il quinto album del cantautore italiano Luca Barbarossa pubblicato nel 1992.

## Il disco
L'album contiene fra i brani Portami a ballare, vincitore del Festival di Sanremo 1992. Subito dopo la manifestazione l'artista dichiarò che avrebbe preferito proporre il brano che dà il titolo all'album, il quale però aveva una durata superiore a quella concessa dal regolamento. Viene registrato e mixato da Roberto Costa nello studio Fonoprint di Bologna.

## Tracce
1. Cuore d'acciaio – 5:36
2. Portami a ballare – 3:43
3. Dove si va si va – 4:18
4. Ho fatto l'eroe – 4:37
5. È vita – 2:38
6. Gerundio – 2:45
7. Tergicristallo – 3:32
8. Senza amore – 4:58
9. Forse no – 3:25
10. Andare avanti – 3:39

## Formazione
- Luca Barbarossa - voce, chitarra acustica
- Chicco Gussoni - chitarra acustica, oboe, chitarra elettrica
- Beppe D'Onghia - tastiera, pianoforte
- Roberto Costa - basso, cori, programmazione, tastiera, percussioni, chitarra 12 corde
- Michele Lombardo - batteria
- Renzo Meneghinello, Cinzia Grimaldi, Giusy Grimaldi - cori

## Classifiche

### Classifiche settimanali
| Classifica (1992) | Posizione massima |
| ----------------- | ----------------- |
| Italia            | 1                 |